# Виверсайм
Виверсайм (фр. Wiwersheim) — коммуна на северо-востоке Франции в регионе Гранд-Эст (бывший Эльзас — Шампань — Арденны — Лотарингия), департамент Нижний Рейн, округ Саверн, кантон Буксвиллер. До марта 2015 года коммуна административно входила в состав упразднённого кантона Трюштерсайм (округ Страсбур-Кампань).
Площадь коммуны — 3,29 км², население — 692 человека (2006) с выраженной тенденцией к росту: 886 человек (2013), плотность населения — 269,3 чел/км².

## Население
Население коммуны в 2011 году составляло 834 человека, в 2012 году — 860 человек, а в 2013-м — 886 человек.
| 1962 | 1968 | 1975 | 1982 | 1990 | 1999 | 2006 | 2008 | 2011 | 2012 | 2013 |
| ---- | ---- | ---- | ---- | ---- | ---- | ---- | ---- | ---- | ---- | ---- |
| 219  | 262  | 291  | 345  | 487  | 502  | 692  | 746  | 834  | 860  | 886  |

Динамика населения:

## Экономика
В 2010 году из 549 человек трудоспособного возраста (от 15 до 64 лет) 420 были экономически активными, 129 — неактивными (показатель активности 76,5 %, в 1999 году — 78,4 %). Из 420 активных трудоспособных жителей работали 404 человека (207 мужчин и 197 женщин), 16 числились безработными (12 мужчин и 4 женщины). Среди 129 трудоспособных неактивных граждан 56 были учениками либо студентами, 52 — пенсионерами, а ещё 21 — были неактивны в силу других причин.

## Достопримечательности (фотогалерея)

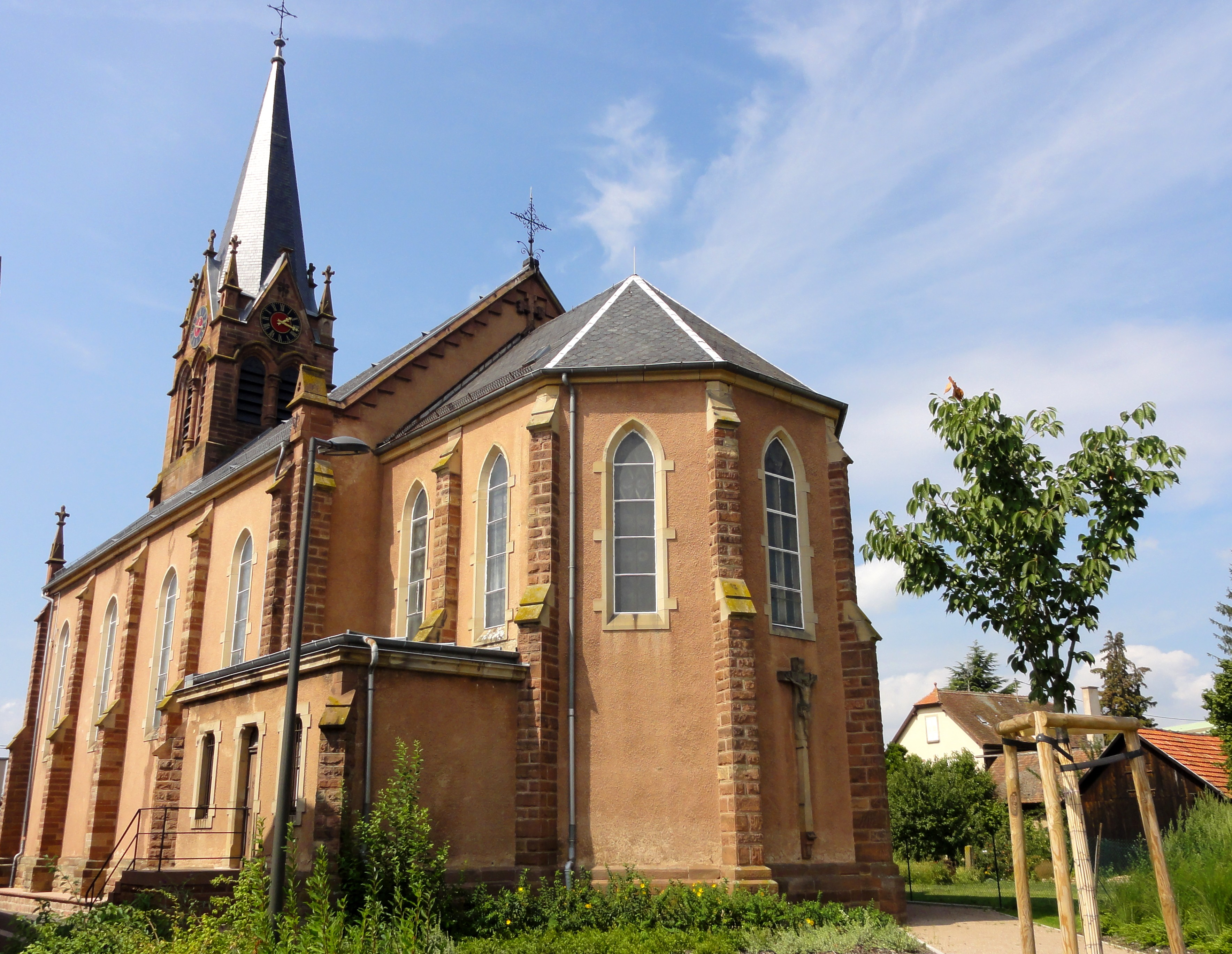
Церковь
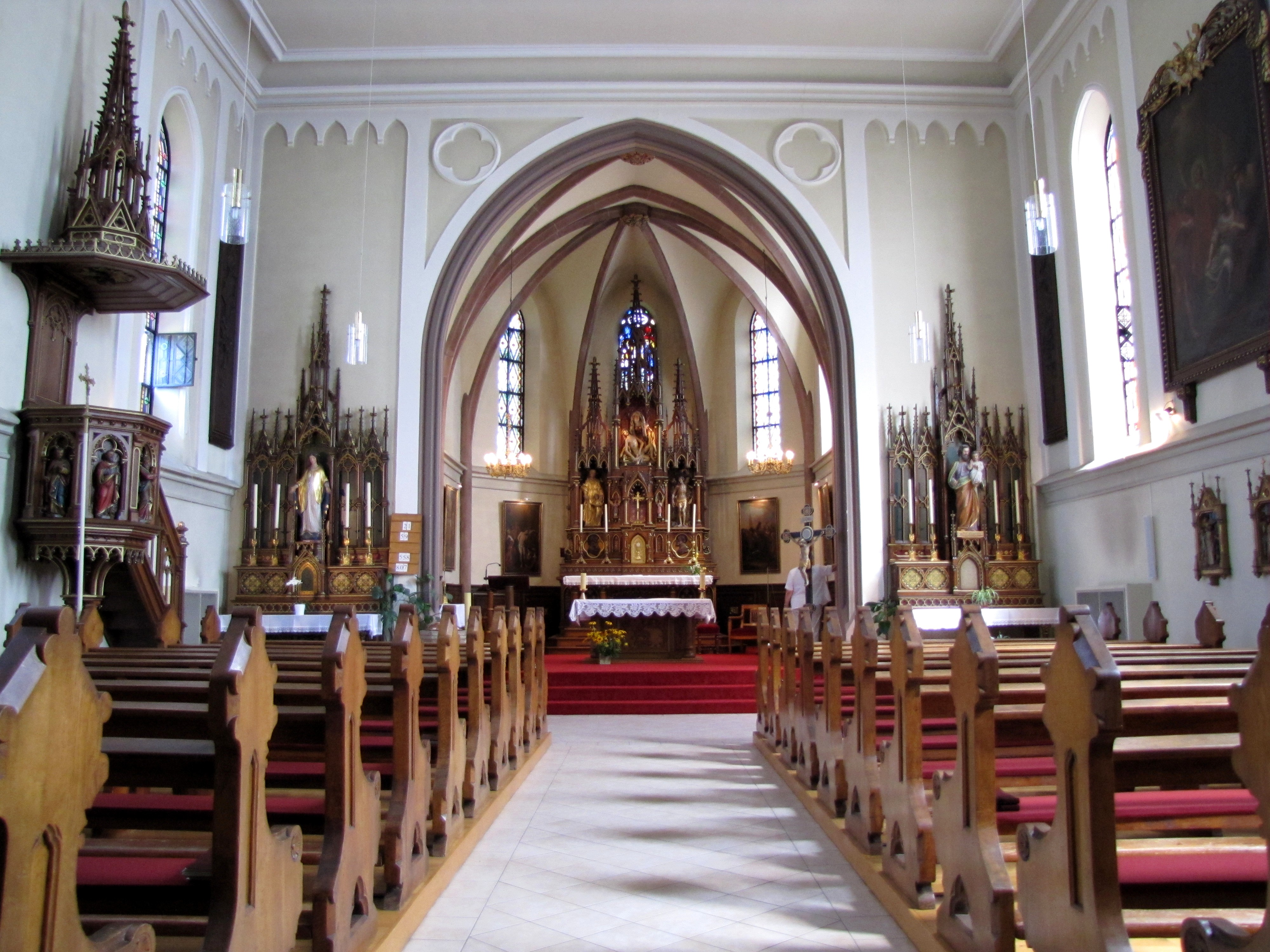
Интерьер, вид на алтарь
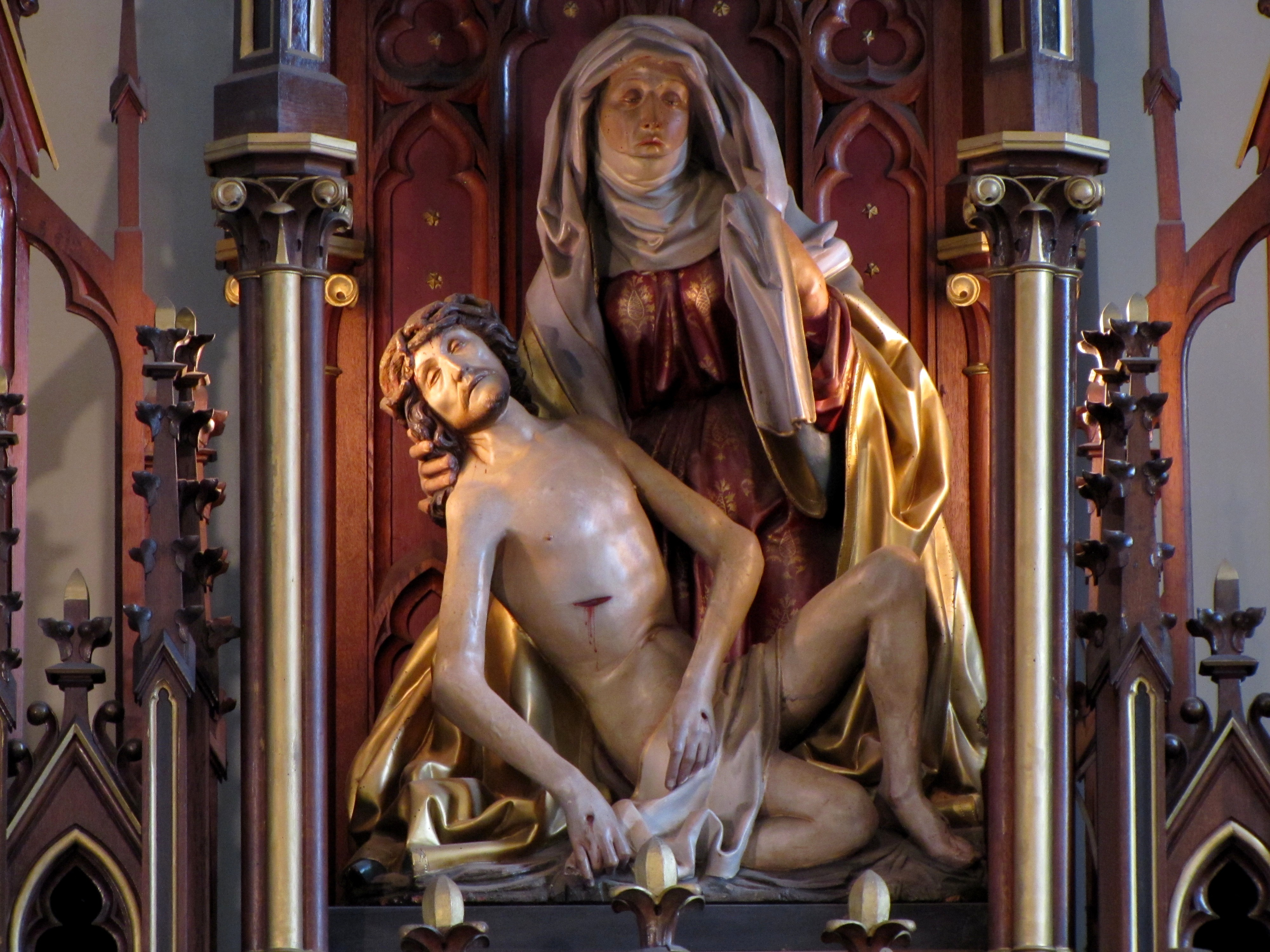
Статуя в алтаре
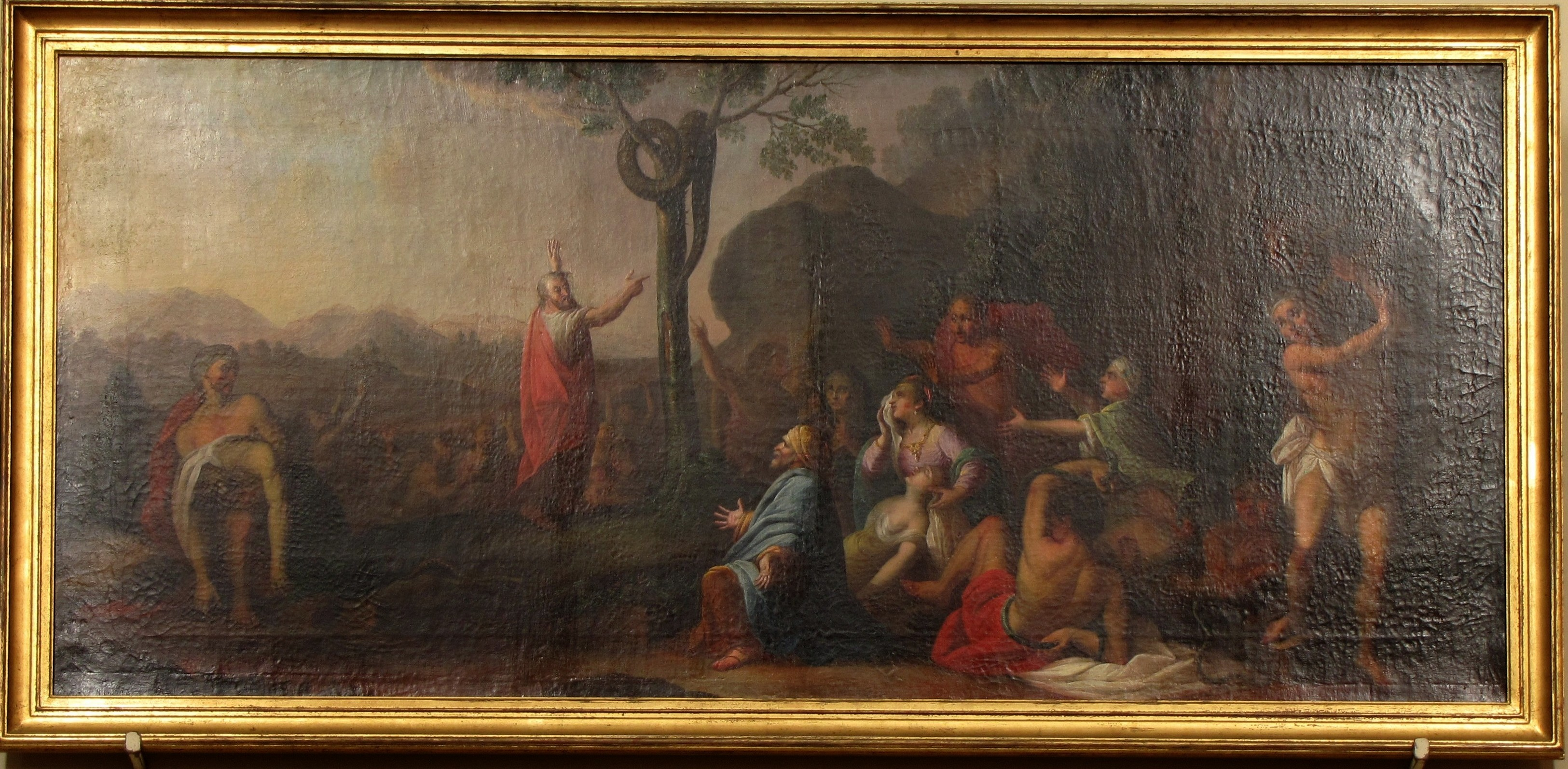
Картина «Моисей и медный змей»